# 川地光節
川地 光節（かわち こうせつ、1993年4月8日 - ）は、ジャパンラグビーリーグワンヤクルトレビンズ戸田に所属するラグビーユニオン選手。

## プロフィール
- 福岡県出身[1]。
- ポジションはフランカー(FL)。
- 父は元日本代表ＦＬの川地光。
- 身長 180cm、体重 106kg
- TIDシニアキャンプに参加したことがある[2]。
- 関東大学オールスターゲームのリーグ戦選抜に選ばれたことがある[3]。

## 略歴
2012年、筑紫高校卒業後、法政大学に入る。
2016年、法政大学卒業後、コカ・コーラレッドスパークスに加入。
2017年9月9日に行われたジャパンラグビートップリーグ第4節のパナソニック ワイルドナイツ戦にて途中出場で公式戦初出場を果たす。
2021年、ヤクルトレビンズ(現・ヤクルトレビンズ戸田)に加入。